# Gaciura
Gaciura (griego Γαζίουρα) fue una ciudad del Ponto, en las márgenes del río Iris, cerca del punto donde su curso torcía hacia el norte. Fue la antigua residencia de los reyes del Ponto, que en la época del geógrafo griego Estrabón estaba desierta. Fue una plaza fuerte donde Mitrídates VI estableció su posición contra el romano Triario. Algunos estudiosos identifican Gaciura con Talaura, otros con Ibora, y otros con la moderna Turhal.